# Hormosira
Genre
Synonymes
- Monilia A.Richard, 1832
- Moniliformia J.V.Lamouroux, 1825, nom. rejic.

Hormosira est un genre d'algues brunes de l’ordre des Fucales et de la famille des Hormosiraceae.

## Étymologie
Le nom Hormosira dérive du grec ὅρμος / ormos, collier, et  σειρά / seirá,  « corde ; chaine ; lasso ; corde à nœuds coulants  », littéralement « collier de cordes » ou « corde à nœuds », en référence à la forme de l'algue « composée d'une série d'entre-nœuds gonflés, de caractère similaire à des vésicules ». La description originale de Stephan Endlicher rapproche du genre Hormosira les genres Moniliformia, Lamx. et Monilia, A. Rich., tous deux issus du mot latin monile, collier.

## Liste des espèces
Selon World Register of Marine Species (29 novembre 2021), le genre contient les espèces suivantes :
- Hormosira banksii (Turner) Decaisne, 1842
- Hormosira pumila Kützing, 1854

Noms en synonymie:
- Hormosira articulata (J.Agardh) Zanardini, 1858, synonyme de Hormophysa cuneiformis (J.F.Gmelin) P.C.Silva, 1987
- Hormosira billardierii (Bory de Saint-Vincent) J.Agardh, 1848, synonyme de Hormosira banksii (Turner) Decaisne, 1842 (synonym)
- Hormosira gracilis Kützing, 1847, synonyme de Hormosira banksii (Turner) Decaisne, 1842 (synonym)
- Hormosira moniliformis Meneghini, synonyme de Hormosira banksii (Turner) Decaisne, 1842
- Hormosira nodularia (Mertens) Decaisne, 1842, synonyme de Hormophysa cuneiformis (J.F.Gmelin) P.C.Silva, 1987
- Hormosira sieberi (Bory de Saint-Vincent) Decaisne, 1842, synonyme de Hormosira banksii (Turner) Decaisne, 1842 (synonym)
- Hormosira triquetra (C.Agardh) Decaisne, 1842, synonyme de Hormophysa cuneiformis (J.F.Gmelin) P.C.Silva, 1987